# Barilla
Barilla es una empresa de alimentación con sede en Parma, Italia, fundado en 1877 por Pietro Barilla. La compañía es líder mundial en el mercado de la pasta, líder en salsas listas para consumir en Europa, en productos de panadería en Italia y en panes crujientes en Escandinavia. Además, elabora también otros productos como salsas, galletas y repostería.

## Historia
Barilla fue fundada el 28 de septiembre de 1877 por Pietro Barilla, descendiente de una familia de panaderos procedentes de Parma, en la región de Emilia-Romaña (Italia). El negocio no se agrandó hasta 1910, cuando Pietro estrenó nueva maquinaria para fabricar pasta y un horno, que le permitía hacer galletas y otros dulces.
Cuando Pietro Barilla falleció en 1912, el negocio fue heredado por sus hijos Gualtiero y Riccardo, que ampliaron el negocio del padre. Con la muerte de Gualtiero en 1919, Ricardo Barilla asumió todo el control directivo de Barilla. En ese momento, el empresario aumentó la producción y distribución de sus productos, hasta convertirse a finales de los años 1920 en una de las empresas alimenticias más importantes de su región.
En 1947, Ricardo Barilla falleció y la gestión pasó a sus hijos Pietro y Gianni, que ya ejercían como responsables comerciales y de la producción, lo que se tradujo en una profesionalización de la gestión. En 1952 Barilla anunció que renunciaba a la fabricación de pan para concentrarse en el mercado de la pasta, lo que le permitió aumentar su presencia a nivel nacional. Con una nueva fábrica inaugurada en 1955, incrementó su producción y aprovechó el despegue económico de Italia tras la Segunda Guerra Mundial para posicionarse como líder en el mercado nacional de la pasta. La firma se convirtió en una sociedad anónima en 1960, y consolidó su posición con un rediseño en los envases que permitía ver el estado de la pasta que se iba a comprar.

Logotipo desde 2022 de la pasta Barilla, su marca más conocida.

Aunque tradicionalmente Barilla ha sido un negocio familiar, en 1970 sus propietarios cedieron la gestión a una multinacional estadounidense, que adquirió en 1973 al fabricante de pasta Voiello e implantó en 1975 una nueva división para elaborar dulces y bollería, Mulino Bianco. Pietro Barilla Jr. volvió a hacerse con el control de la empresa en 1979, que desde entonces se ha mantenido en manos de la familia Barilla.
Tras la muerte de Pietro Barilla en 1993, el control de la empresa pasó a manos de los hijos Guido, Luca y Paolo. El grupo se concentró entonces en la expansión a mercados internacionales, con el desembarco en Estados Unidos y la compra de otros fabricantes extranjeros de pasta que pasó a gestionar. El primero fue la compañía griega Misko en 1991, la turca Filiz (1994), la sueca Wasa (1999), las mexicanas Yemina y Vesta (2001), la francesa Harrys (2002), la canadiense Catelli y la británica Pasta Evangelists (2021). También reforzó su presencia en Italia con la compra en 1992 de Pavesi, especializada en panificación y repostería. En 2004 el grupo creó una fundación, Academia Barilla, para la promoción de la cocina italiana en el mundo.

### Controversia
En septiembre de 2013 el presidente de la empresa, Guido Barilla, declaró en una entrevista que su empresa no incluiría parejas homosexuales en sus anuncios porque "no estoy de acuerdo con ellas. La nuestra es una familia clásica, en la que la mujer juega un papel central". Varias asociaciones por la defensa de los derechos de los homosexuales y algunos políticos como Alessandro Zan (Izquierda Ecología Libertad) promovieron un boicot a todos los productos de Barilla.
Al día siguiente, Guido Barilla difundió una disculpa oficial y aseguró que se reunirá con las asociaciones que representan la evolución del concepto de familia, incluyendo a los colectivos que se hayan sentido ofendidos.

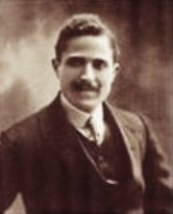
Pietro Barilla Senior